# 砺波市立砺波南部小学校
砺波市立砺波南部小学校 （となみしりつ となみなんぶしょうがっこう）は富山県砺波市にある公立小学校。

## 校舎概要
鉄筋コンクリート造3階建て、延床面積4,033m2、総工費8億3,110万円。

## 校名
校名については、地元振興会、建設促進協議会が『鹿野小学校』案を強く主張したが、1983年3月の市議会定例会で他校の校名との均衡上『砺波南部小学校』が望ましいとして修正される一幕もあった。

## 沿革
- 1983年9月 - 校舎着工[2]。
- 1985年
  - 3月 - 校舎竣工[2]。
  - 4月 - 東野尻小学校と五鹿屋小学校（いずれも砺波市立）が統合し、砺波南部小学校が創立。4月3日に開校式[2]。
  - 7月25日 - プール完成[3]。
  - 11月25日 - 体育館完成[3]。
  - 11月30日 - 校舎落成式挙行[3]。

## 通学区域
五郎丸、鹿島、荒高屋、花島、苗加、野村島の区域

## 進学先
- 砺波市立出町中学校